# رسم کردن هدف دور تیر
رسم کردن هدف دور تیر (به انگلیسی: Drawing the Target Around the Arrow) دومین آلبوم از خواننده-ترانه‌پرداز و تهیه‌کنندهٔ آمریکایی کارولین پولاچک است که تنها آلبوم وی می‌باشد که تحت نام سی‌ئی‌پی منتشر شده‌است و اولین انتشار پولاچک پس از جدایی از گروهٔ موسیقی چرلیفت درست یک ماه قبل نیز است. این آلبوم در ۱۸ ژانویهٔ سال ۲۰۱۷ از سوی پانونیکا (ناشری از بلا یونیون) به‌عنوان یک آلبوم غافل‌گیرانه منتشر گردید. این آلبوم از طریق توئیتی در ۱۸ ژانویه اعلام شده بود و روز بعد نیز برای دانلود رایگان در دسترس قرار گرفت.